# Перисад
Перисад (Paerisades) е през 5 век пр.н.е. цар на Боспорското царство от династията на Археанактидите от ок. 470 пр.н.е. до 450 пр.н.е.
Той последва архонт Археанакт (480 – 470 пр.н.е.)
Перисад е последван на трона от Левкон (ок. 450 – 440 пр.н.е.) и от Сагавър (ок. 440 – 438 пр.н.е.).